# Ljubav za Isidoru Duncan
Ljubav za Isidoru Duncan roman je Albina Horvatičeka iz 1979. godine.

## O djelu
Autor prvi put u Hrvata obraduje problem narkomanije, tu konkretnu i duhovnu adolescenciju jednog dijela omladine.
Razloge mladih »otpadnika« kojima se unaprijed brane, i napadaju tobožnjeg krivca - svijet odraslih, pisac razotkriva pokazujuci da poznaje žarište sukoba pa upozorava na argumente obje strane: i izgubljenost mladih ljudi i surovost okoštalog svijeta i njegovih zakona. Mjestimična naivnost, ili, češće, infatilnost pripovijedanja u strogoj je funkciji izlaganja. Namjerno
dječje formulirane rečenice i formalno žele odbiti odgovornost za sudjelovanje u ovakvom - nehumanom - svijetu odraslih. Kao protutežu izgubljenosti pisac suprotstavlja svoj neonaivan zahtjev za ljubavi i razumijevanjem.